# 졸업증명서
졸업증명서(卒業證明書)는 학교 등의 교육 기관에서 필요한 과정을 이수하고 졸업했다는 것을 증명하는 증명서이다. 졸업장과는 다르다.

## 서덕수
졸업증명서에는 대체적으로 성명, 학번, 학과, 졸업년도 등이 표시된다.

## 같이 보기
- 휴학증명서, 자퇴증명서, 제적증명서, 성적증명서
- 디플로마